# Ренґа
Ренґа (яп. 連歌, れんが, «ланцюговий вірш») — жанр японської поезії, в якому вірш формується з двох або більш строф, що складаються різними людьми по черзі, тобто «ланцюжкком». У традиційній Японії відігравав роль розваги заможних і освічених верств населення.

## Короткі відомості
Перші ренґа 9 — 11 століття мали форму коротких двострофних віршів. Найстаріші приклади можна віднайти у 8 томі «Манйосю», авторство яких приписують поетові Отомо но Якамоті та його супутниці, невідомій монахині.
З 12 століття з'явилися нові «довгі» багатострофні ренґа, які складалися на спеціальних поетичних вечорах. Десять або більше учасників вечора один-за-одним вигадували строфи, виплітаючи їх у довжелезний вірш. Складання ренґа було однією з найулюбленіших забав японської столичної аристократії. Такі вірші часто підносили монастирям, святилищам або заможнім аристократам. На 13 століття була випрацювана форма подібних вечорів, на яких кількість строф повинна була сягати сотні.
Найбільшого розвитку мистецтво ренґа досягло у 14 — 16 століттях, у самурайсьому середовищі. В ці часи з'явилися професійні поети, знавці ренґи та різні форми проведення поетичних вечорів.
Починаючи з 17 століття традиція складання ренґа занепала, у зв'язку із розвитком поезії хайку.